# تپه کولاژدم کوه ۸
تپه کولاژدم کوه ۸ مربوط به دوره اشکانیان است و در شهرستان کوهدشت، بخش طرهان، ۶۰۰ متری جنوبغرب شهر گراب واقع شده و این اثر در تاریخ ۲۸ اسفند ۱۳۸۵ با شمارهٔ ثبت ۱۸۲۹۸ به‌عنوان یکی از آثار ملی ایران به ثبت رسیده است.